# Vallanca
Vallanca község Spanyolországban, Valencia tartományban. Vallanca Ademuz, Casas Altas, Casas Bajas, Castielfabib, Salvacañete, Moya, Algarra és Casas de Garcimolina községekkel határos. Lakosainak száma 131 fő (2024).

## Népesség
A település népessége az utóbbi években az alábbiak szerint változott:
| Lakosok száma | 223  | 190  | 172  | 155  | 160  | 156  | 120  | 139  | 128  | 131  |
|               | 2001 | 2004 | 2007 | 2009 | 2012 | 2014 | 2017 | 2019 | 2022 | 2024 |